# Hille (Duitsland)
Hille is een plaats en gemeente in de Duitse deelstaat Noordrijn-Westfalen, gelegen in de Kreis Minden-Lübbecke. Hille telt 15.378 inwoners (31 december 2020) op een oppervlakte van 102,99 km².

## Plaatsen in de gemeente

De Ortsteile van Hille

De gemeente bestaat uit de volgende Ortsteile:
- Hille-dorp
- Hartum
- Nordhemmern
- Holzhausen II
- Südhemmern
- Eickhorst
- Rothenuffeln
- Oberlübbe
- Unterlübbe

Het gemeentehuis staat te Hartum.

## Geografie, infrastructuur
De gemeente ligt  direct aan de noordrand van het Wiehengebergte. De bodems zijn in het algemeen venig of zanderig, en vertonen sterke overeenkomst met die in de westelijke buurgemeente Espelkamp.
Door het zuiden van de gemeente, o.a. door Oberlübbe, Unterlübbe en Rothenuffeln, loopt de Bundesstraße 65 van Lübbecke in het westen naar Minden in het oosten. Een oude binnenweg van 14 km lengte loopt van het centrum van Hille-dorp naar de Dom van Minden.
Hille ligt aan het Mittellandkanaal en beschikt daar over een kleine binnenhaven.
Het openbaar vervoer in de gemeente Hille is beperkt tot een regelmatige busdienst naar  de oostelijke buurstad Minden v.v. en tot enige lokale schoolbus- en belbusdiensten. Er loopt wel een spoorlijn door de gemeente naar Minden, maar die is, afgezien van incidenteel goederenvervoer, alleen als museumspoorlijn in gebruik.

## Economie
In de gemeente is veel midden- en kleinbedrijf, van uitsluitend regionaal of plaatselijk belang, gevestigd. De nadruk ligt daarbij enigszins op de metaalsector en kleine meubelfabrieken.
Toerisme en landbouw zijn van ondergeschikt belang.
In Hille wonen veel mensen, die een werkkring hebben in de omliggende steden.

## Geschiedenis
In de middeleeuwen behoorde Hille tot het Prinsbisdom Minden, waarmee het de historische lotgevallen deelde. In de 16e eeuw werden de meeste inwoners van Hille na de Reformatie evangelisch-luthers; tot op de huidige dag belijden de meeste christenen in de gemeente deze gezindte.
Hoewel het Wiehengebergte het gebied van Hille scheidt van het ten zuiden ervan liggende gebied Ravensberger Mulde, is de historische uiteenzetting op het artikel over dat gebied (hoofdstuk: Bevolking), ook op Hille van toepassing. 
Kort na de Tweede Wereldoorlog groeide Hille sterk door de immigratie van Heimatvertriebene. Relatief veel Hillenaren pendelden na de oorlog decennialang naar Hannover; ze werkten er in de fabriek van Volkswagen AG.

## Bezienswaardigheden
- De gemeente bezit enige monumentale, oude windmolens. Enkele ervan zijn als dorpshuis of trouwlocatie in gebruik.
- Direct ten zuiden van Hille strekt zich het Wiehengebergte uit, met veel wandel- en fietsmogelijkheden.
- In de weekends en in de zomer kan men op de museumspoorlijn toeristische ritten in historische (stoom)treinen maken.

## Afbeeldingen

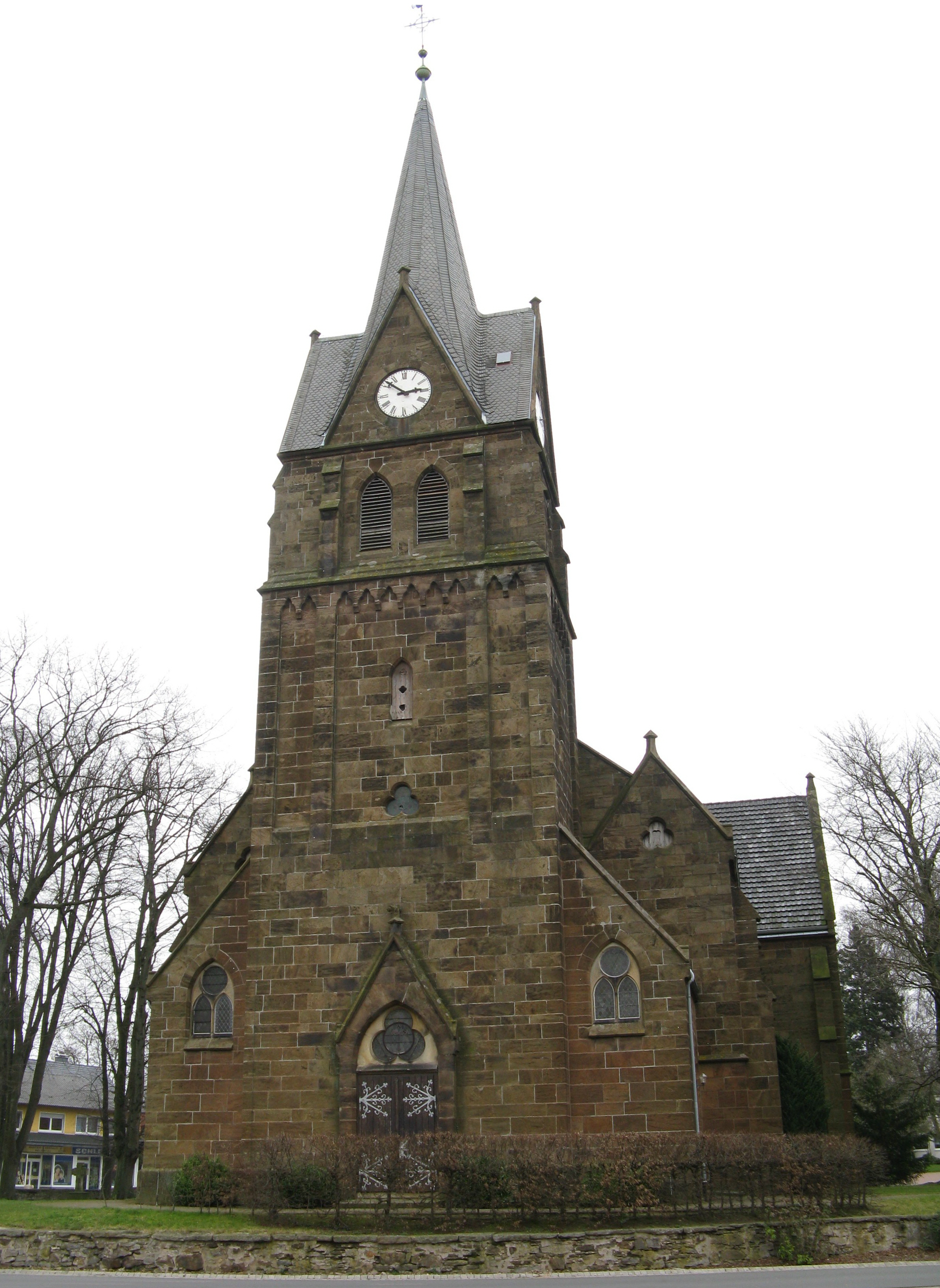
Kerk te Hartum
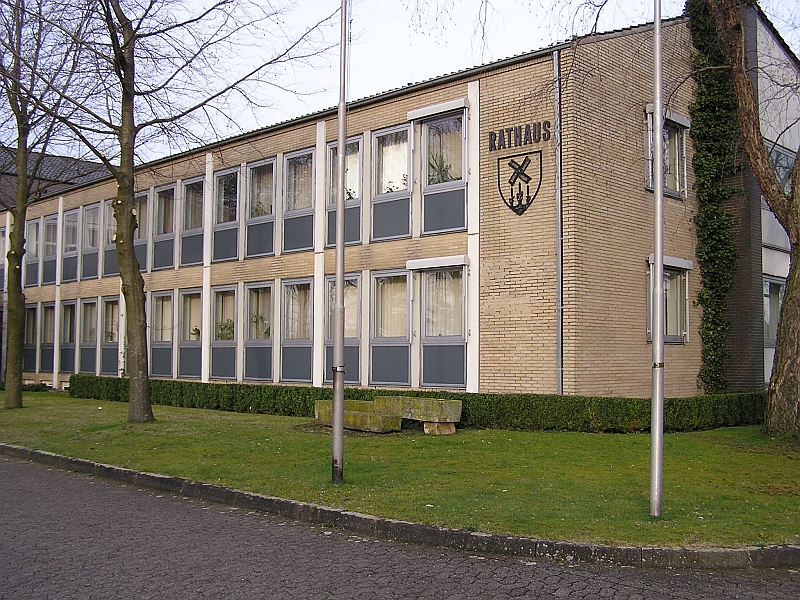
Gemeentehuis
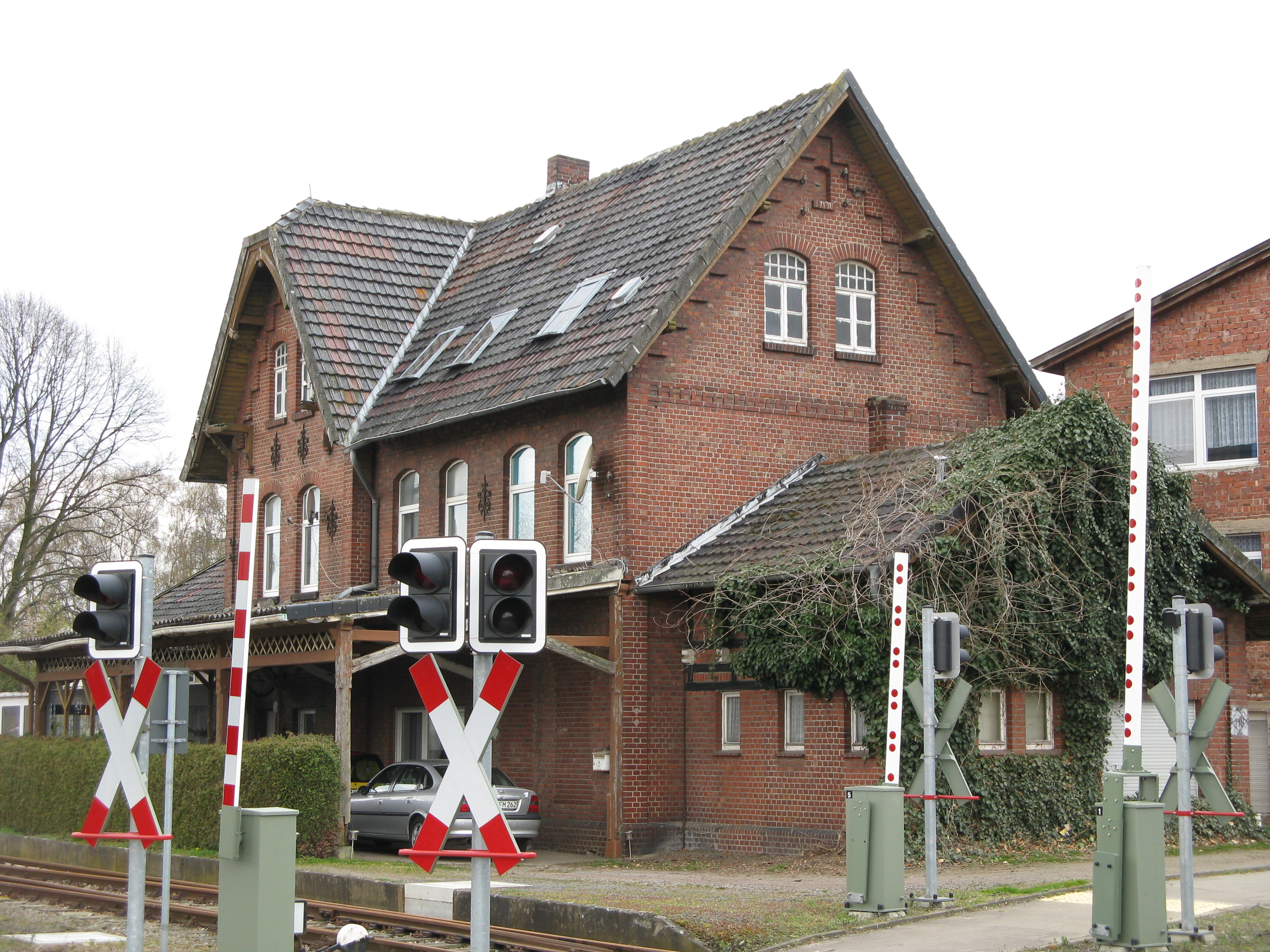
Voormalig station
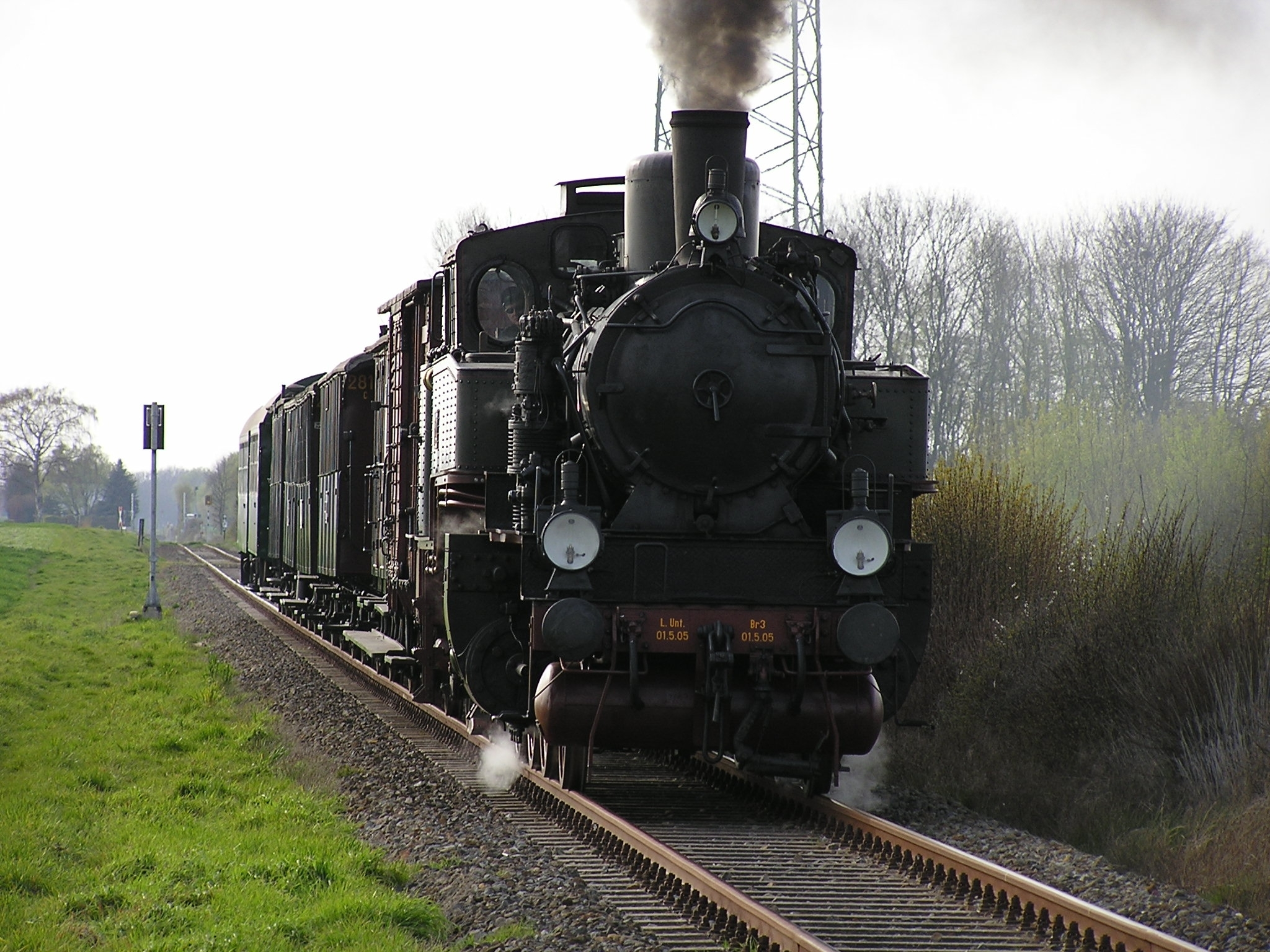
Trein van de Museums-Eisenbahn Minden

## Belangrijke personen in relatie tot de gemeente

### Geboren
- Abraham Jacobi (1830-1919), grondlegger van de kindergeneeskunde.

Bad Oeynhausen · Espelkamp · Hille · Hüllhorst · Lübbecke · Minden · Petershagen · Porta Westfalica · Preußisch Oldendorf · Rahden · Stemwede